# Hydropisphaera haematites
Hydropisphaera haematites är en svampart som först beskrevs av Syd. & P. Syd., och fick sitt nu gällande namn av Rossman & Samuels 1999. Hydropisphaera haematites ingår i släktet Hydropisphaera och familjen Bionectriaceae.   Inga underarter finns listade i Catalogue of Life.